# Pachychernes zehorum
Espèce
Pachychernes zehorum est une espèce de pseudoscorpions de la famille des Chernetidae.

## Distribution
Cette espèce se rencontre au Panama, au Mexique au Chiapas, et en Colombie.

## Description
Le mâle holotype mesure 3,84 mm et la femelle paratype 4,11 mm, les mâles mesurent de 3,19 à 3,84 mm et les femelles de 3,85 à 4,87 mm.

## Systématique et taxinomie
Cette espèce a été décrite par Muchmore en 1997.

## Étymologie
Cette espèce est nommée en l'honneur de Jeanne A. Zeh et de David W. Zeh.

## Publication originale
- Muchmore, 1997 : « An unusual new Pachychernes from Panama and Mexico (Pseudoscorpionida: Chernetidae). » Entomological News, vol. 108, no 1, p. 19-23 (texte intégral).